# (73175) 2002 HH5
(73175) 2002 HH5 – planetoida z pasa głównego asteroid okrążająca Słońce w ciągu 5,17 lat w średniej odległości 2,99 j.a. Odkryta 16 kwietnia 2002 roku.